# Espai País Valencià
|  | No s'ha de confondre amb l'Espai Valencià a Bèlgica. |

Espai País Valencià és una entitat constituïda la tardor de 2004 que pretén agrupar els valencians residents a Catalunya, difondre la cultura valenciana, i la realització d'actes. El primer acte públic fou la redacció i presentació pública del manifest "Valencians a Catalunya per la unitat de la llengua", presentat el 14 de desembre de 2004 a la capella de la Universitat de Barcelona, i va impulsar el manifest "Si no ara, quan?", una demanda a les forces polítiques del nacionalisme i l'esquerra valenciana perquè arribaren a un pacte electoral per tal de provocar un canvi en les institucions valencianes en les Eleccions a les Corts Valencianes de 2007.